# Script.aculo.us
script.aculo.us – biblioteka programistyczna w języku JavaScript udostępniana na Licencji MIT, której bazą jest Prototype JavaScript Framework, rozszerzając go o animacje i elementy interfejsu użytkownika na bazie obiektowego modelu dokumentu. Jest też dołączany do Seaside i Ruby on Rails.

## Możliwości
script.aculo.us rozszerza Prototype JavaScript Framework poprzez dodanie efektów wizualnych, kontrolek interfejsu użytkownika i dodatkowe narzędzia.

### Efekty wizualne
Istnieje pięć głównych efektów: przeźroczystość, skalowanie, przesunięcie, podświetlenie i równoległość. Te efekty są wykorzystywane przez 16 zewnętrznych poprzez ich kombinacje.
Uruchomienie efektów jest zorientowane obiektowo i najczęściej zajmuje jedną linijkę kodu. Jako pierwszy parametr podajemy identyfikator elementu, a w drugim (opcjonalnym) ustawienia.
```
new
 
Effect
.
Fade
(
'id_elementu'
);

```

Z parametrami:
```
new
 
Effect
.
Fade
(
'id_elementu'
,

    
{
 
duration
:
2.0
,
 
from
:
0.0
,
 
to
:
0.8
 
});

```

To spowoduje efekt zanikania, ale zatrzyma się na 20%.

### Kontrolki
Kontrolki oferują interfejs użytkownika w tym:
- Przeciągnij i upuść
  - Przeciąganie
  - Upuszczanie
  - Sortowanie
  - Suwaki
- Autouzupełnianie
- Edytowanie w miejscu

### Obiekt budujący
Obiekt budujący pozwala na tworzenie obiektów DOM w locie. Przykładowo:
```
element
 
=
 
Builder
.
node
(
'div'
,{
id
:
'ghosttrain'
},[

  
Builder
.
node
(
'div'
,{
className
:
'controls'
,
style
:
'font-size:11px'
},[

    
Builder
.
node
(
'h1'
,
'Ghost Train'
),

    
"testtext"
,
 
2
,
 
3
,
 
4
,

    
Builder
.
node
(
'ul'
,[

      
Builder
.
node
(
'li'
,{
className
:
'active'
,
 
onclick
:
'test()'
},
'Record'
)

    
])

  
])

]);

```

Kod utworzy (bez znaków nowej linii):
```
<
div
 
id
=
"ghosttrain"
>

  
<
div
 
class
=
"controls"
 
style
=
"font-size:11px"
>

    
<
h1
>
Ghost Train
</
h1
>

    testtext234
    
<
ul
>

      
<
li
 
class
=
"active"
 
onclick
=
"test()"
>
Record
</
li
>

    
</
ul
>

  
</
div
>

</
div
>

```